# Mount Galwey
Mount Galwey är ett berg i Kanada.   Det ligger i provinsen Alberta, i den södra delen av landet, 2 900 km väster om huvudstaden Ottawa. Toppen på Mount Galwey är 2 377 meter över havet.
Terrängen runt Mount Galwey är kuperad åt nordost, men åt sydväst är den bergig.Trakten runt Mount Galwey är nära nog obefolkad, med mindre än två invånare per kvadratkilometer..
Trakten runt Mount Galwey består i huvudsak av gräsmarker.